# Älggi-Alp

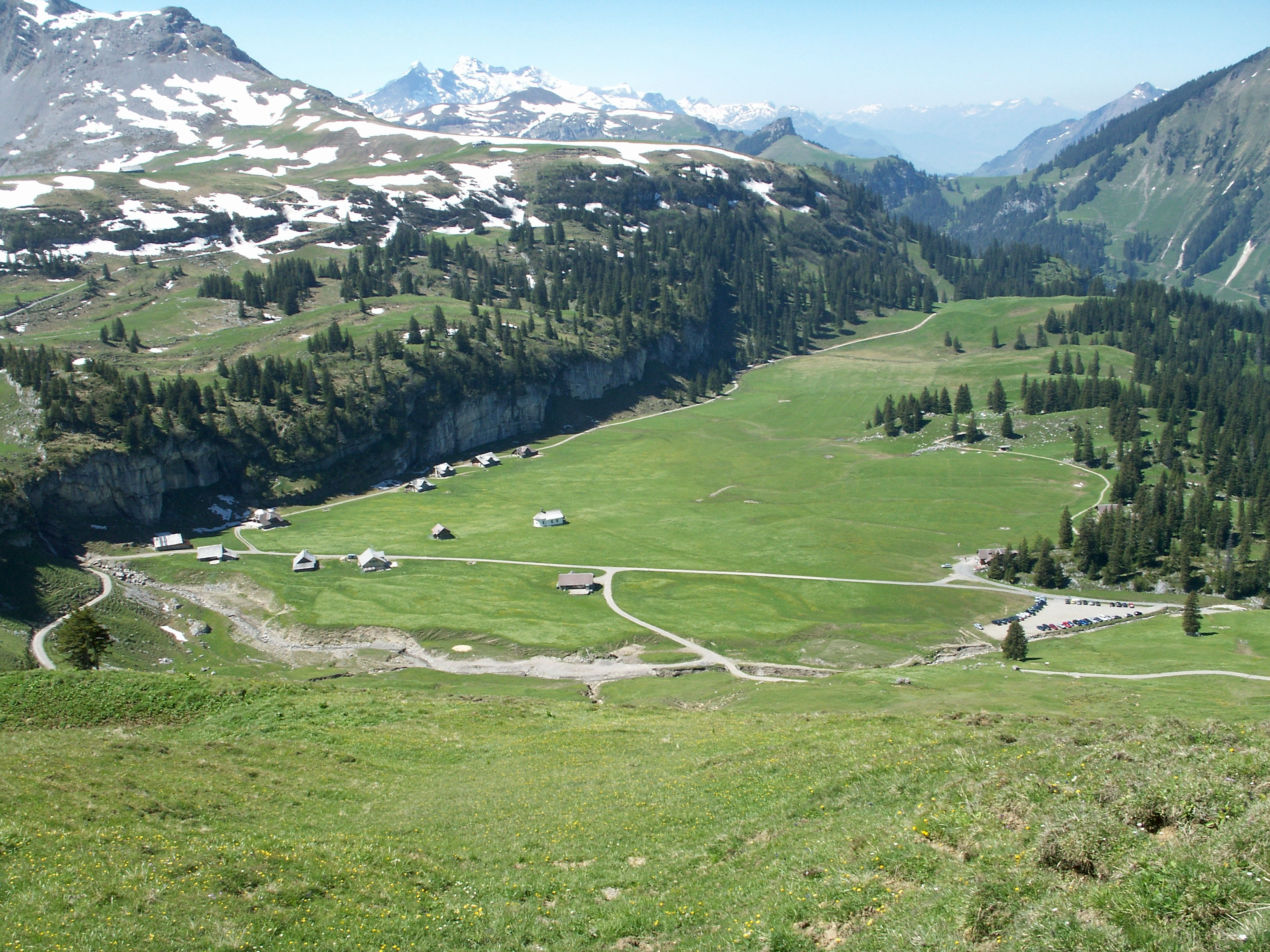
Älggi-Alp et le point central de Suisse

Älggi-Alp est une prairie marquant le centre géographique de la Suisse.
Situé sur le territoire de la commune de Sachseln dans le canton d'Obwald à 1 645 mètres d'altitude, cet alpage présente un petit monticule sur lequel se dresse une pyramide de triangulation ; cette pyramide est entourée par un muret représentant la carte de la Suisse. Enfin, sur la pierre marquant le point central, se trouve une stèle sur laquelle sont gravés les lauréats du titre de « Suisse de l'année ». 
Le point central du pays, déterminé en 1988 par swisstopo pour célébrer ses 150 ans, se situe en réalité à 500 m du point indiqué, sur une paroi rocheuse.